# Cambridge (Minnesota)
Pour les articles homonymes, voir Cambridge (homonymie).
Cambridge est le siège du comté d'Isanti, dans le Minnesota, aux États-Unis. Sa population est de 8 111 habitants, d'après le recensement de 2010.